# Sandar
Cet article possède un paronyme, voir Sandur.
Sandar est une localité de la commune de Sandefjord et une ancienne commune norvégienne du Comté de Vestfold.

## Histoire
En 1931, une partie de Sandar comprenant 66 habitants a été intégré à la commune de Sandefjord, puis en 1950, ce fut une autre partie comprenant 226 habitants.
Le 1er janvier 1968, la commune de Sandar est fusionnée avec celle de Sandefjord. À l'époque, Sandar comptait 24 898 habitants contre seulement 6 242 pour Sandefjord.

## Personnalité
- Jacob Emanuel Melsom (1824-1872), navigateur, né à Sandar.